# Triglav Nationalpark
Triglav Nationalpark (TNP) (slovensk: Triglavski narodni park) er den eneste nationalpark i Slovenien. Det blev etableret i sin moderne form i 1981 og ligger i den nordvestlige del af landet, henholdsvis den sydøstlige del af Alpemassivet. Bjerget Triglav, den højeste top i de julianske alper, står næsten midt i nationalparken. Fra den breder dalene sig radialt ud og leverer vand til to store flodsystemer med deres kilder i de julianske alper: Soča og Sava, der strømmer til henholdsvis Adriaterhavet og Sortehavet.

## Historie
Forslaget til beskyttelse af området ved Triglav-søernes dal blev først fremsat af seismologen Albin Belar i 1906 eller 1908. Forslaget blev dog ikke accepteret, da der ikke var noget retsgrundlag for det, og de da gældende love forbød enhver begrænsning af græsningen. Det strategiske grundlag for beskyttelsen af området, med titlen The Memorandum (Spomenica), og som udtrykkeligt nævnte Belars forslag, blev forelagt provinsregeringen for Slovenien i 1920. Idéen blev endelig implementeret i 1924. Derefter blev der på initiativ af Naturbeskyttelsessektionen i det slovenske museumsselskab sammen med det slovenske bjergbestigningsselskab indgået en tyveårig lejekontrakt på området ved Triglav-søernes dal, ca. 14 km². Det var bestemt til at blive en Alpine Conservation Park; varig bevaring var dog ikke mulig på det tidspunkt. Navnet Triglavski narodni-parken blev første gang brugt i 1926 af Fran Jesenko.
I 1961, efter mange års indsats, blev beskyttelsen fornyet (denne gang på permanent basis) og en smule udvidet, og omfattede omkring 20. km². Det beskyttede område blev officielt udpeget som Triglav Nationalpark. Det blev opkaldt efter bjerget Triglav, et symbol på Slovenien og af slovensk karakter. Men alle målene for en ægte nationalpark blev ikke nået, og af den grund blev der i løbet af de næste to årtier fremsat nye forslag til udvidelse og ændring af denne beskyttelse.
Endelig, i 1981, blev Triglav Nationalpark officielt etableret i moderne form. En omarrangering blev opnået, og parken fik et nyt koncept og udvidet til 838 km². I 2010 blev parken udvidet til at omfatte bebyggelsen Kneške Ravne (Tolmin), efter indbyggernes ønsker, således udgør det nye parkareal 880 km², hvilket er 4 % af Sloveniens areal.

## Biodiversitet

### Flora
Systematiske undersøgelser af planter, især af etnobotanisk nyttige arter, i Triglav Nationalpark er blevet udført af Chandra Prakash Kala og Petra Ratajc, der dækker forskellige mikrohabitater, højder, aspekter og terræntyper. Parken har over 59 arter af etnobotanisk værdi, af disse 37 arter (som bidrager med 62%) falder ind under fire hovedkategorier af lægeplanter i henhold til Republikken Sloveniens Officielle Gazette.

## Hydrologi
Vandet i Triglav Nationalpark består af to afvandingsområder: Sava-flodens og Soča-flodens. Der er mange vandfald i parken, og de fleste af dem ligger i Soča-flodens dale og dens bifloder. Det højeste vandfald er Boka Falls (106 m). Tolmin-kløfterne ved Tolminka-floden ligger i nationalparken.
Søerne i parken er alle af glacial oprindelse. Den største blandt dem er Bohinj-søen. Andre er Triglav-søerne (beliggende i Triglav-søernes dal ), Krn-søen og nedre og øvre Križ-sø.